# Liv og Livtraser
 For alternative betydninger, se Liv (flertydig). (Se også artikler, som begynder med Liv)
I nordisk mytologi er Livtraser den eneste mand, som overlever ragnarok. Hans hustru er Liv.
De overlever i Hoddmimers skov. Al fremtidig jordisk æt efter ragnarok stammer fra hende og hendes mand.
| Nordisk mytologi | Spire Denne artikel om nordisk religion og mytologi er en spire som bør udbygges. Du er velkommen til at hjælpe Wikipedia ved at udvide den. |